# Pampanito
Pampanito é uma cidade venezuelana, capital do município de Pampanito.